# Dixa pseudindiana
Dixa pseudindiana är en tvåvingeart som beskrevs av Peters 1981. Dixa pseudindiana ingår i släktet Dixa och familjen u-myggor.
Artens utbredningsområde är Minnesota. Inga underarter finns listade i Catalogue of Life.